# Riccardia elata
Riccardia elata là một loài rêu trong họ Aneuraceae. Loài này được Stephani Schiffner mô tả khoa học đầu tiên năm 1898.